# Kriegerdenkmal Maßnitz
Das Kriegerdenkmal Maßnitz ist ein denkmalgeschütztes Kriegerdenkmal in der Ortschaft Maßnitz der Gemeinde Elsteraue in Sachsen-Anhalt. Im örtlichen Denkmalverzeichnis ist das Kriegerdenkmal unter der Erfassungsnummer 094 85900 als Baudenkmal verzeichnet.
Das Kriegerdenkmal Maßnitz befindet sich vor der Kirche des Ortes. Es wurde zur Erinnerung an die Gefallenen der Ortschaften Maßnitz und Tröglitz der beiden Weltkriege errichtet. In einer kleinen abgeschlossenen Fläche befindet sich auf einem dreistufigen Sockel eine Stele. Die Stele wird von einem Eisernen Kreuz auf einem Lorbeerkranz umwundenen Sockel gekrönt. In die Stele ist eine Inschrift graviert, diese lautet Ihren im Weltkriege gefallenen Helden in Dankbarkeit gewidmet Die Kirchfahrt Maßnitz u. Tröglitz und Und wer den Tod im heilgen Kampfe fand ruht auch in fremder Erde im Vaterland. Zusätzlich sind zwischen den beiden Inschriftteilen die Namen der Gefallenen eingraviert.
Neben diesem Kriegerdenkmal befindet sich noch ein weiteres in der Ortschaft.

## Quelle
- Gefallenendenkmal Maßnitz, abgerufen am 11. August 2017.